# Polydoros
Polydoros ist ein ursprünglich in der griechischen Mythologie gebräuchlicher männlicher Vorname.

## Herkunft und Bedeutung
Altgriechisch Πολύδωρος (Polýdōros)
Der Name ist altgriechischen Ursprungs und bedeutet „brautschatzreich“. Hiermit ist gemeint, dass die Eltern wohlhabend sind und somit eine reiche Brautgabe leisten können.

## Varianten
- deutsch: Polydor, Polydoros, Polydorus
- italienisch: Polidoro, Polydore
- Latein: Polydorus

### Weibliche Form
- Polydora

## Bekannte Namensträger

### Mythologie
- Polydoros (Sohn des Kadmos), Sohn des Kadmos, König von Theben
- Polydoros (Sohn des Priamos), jüngster Sohn des Priamos und der Laothoe
- Polydoros (Sohn des Hippomedon), ein Epigone
- Polydoros (Sohn des Herakles) und der Megara
- Polydoros (Speerkämpfer), bei den Leichenspielen des Amarynkeus von Nestor besiegt
- Polydoros (Freier der Penelope), ein Freier der Penelope aus Zakynthos
- eine Namensform des Polyoros
- eine Namensform des Polydophos
- Polydoros (Sohn des Eteokles)
- Polydoros (Sparta), Sohn des Alkamenes, König von Sparta

### Antike
- Polydoros, Bruder des Jason von Pherai
- Polydoros (Bildhauer), Bildhauer von Rhodos
- Polydoros von Pherai († 370 v. Chr.), Tyrann von Pherai in Thessalien

### Neuzeit
- Polydor Vergil, ein italienischer Humanist (1470–1555)
- Polidoro da Caravaggio, ein italienischer Maler (1495–1543)
- Polydore Ferdinand Félix „Pol“ Swings, belgischer Astronom (1906–1983)